# Koto Baru Tanah Kampung
Koto Baru Tanah Kampung is een bestuurslaag in het regentschap Sungai Penuh van de provincie Jambi, Indonesië. Koto Baru Tanah Kampung telt 538 inwoners (volkstelling 2010).